# Parrya korovinii
Parrya korovinii là một loài thực vật có hoa trong họ Cải. Loài này được A. Vassil. mô tả khoa học đầu tiên.